# El Diario La Prensa
El Diario La Prensa är en spanskspråkig dagstidning som utkommer i New York. Tidningen bildades 1963 genom en sammanslagning av El Diario de Nueva York (grundad 1947) och La Prensa (grundad 1913). El Diario La Prensas främsta konkurrent är Hoy.